# Los demasiados libros
Los demasiados libros es un libro acerca de libros, escrito por el ensayista mexicano Gabriel Zaid y publicado inicialmente en 1972. Ha mantenido sus ensayos esenciales con algunas modificaciones, mientras otros surgen o desaparecen con la llegada de nuevas ediciones, actualizándose. Zaid había escrito su tesis de ingeniería en 1959, con una temática afín, lo que lo conduciría a explorar el mundo de la industria del libro. Al igual que otros de sus ensayos, este junta artículos publicados previamente en revistas latinoamericanas, especialmente en Vuelta. En él se propusieron criterios para una Ley del Libro en México, antes de que fuera promulgada la Ley de Fomento para la Lectura y el Libro. La obra estudia el fenómeno del libro desde el punto de vista cultural y tecnológico (los lectores), comercial y financiero (los editores y libreros) y propone muchas soluciones concretas, entre ellas la fijación de un precio único -establecido por la editorial- para los libros en todo punto de venta. La perspectiva autoral y sus problemas los trata en otros libros, e.g. Cómo leer en bicicleta.

## Contenido

### Primera parte del libro
Gabriel Zaid critica la «grafomanía universal»; el afán de publicar para todos, en vez de escribir entre amigos. Menciona tres tipos de libros: para el currículum, para el mercado y los clásicos (o con inspiración de la tradición). Su visión malthusiana dice que en la literatura pasa algo como la Ley de Malthus, hay demasiados libros y pocos lectores; así como los alimentos no iban a alcanzar para la población humana, los lectores no se acabarán los libros.

Los libros se multiplican en proporción geométrica. Los lectores, en proporción aritmética. De no frenarse la pasión por publicar, vamos hacia un mundo con más autores que lectores.

Dice que el tiempo para leer (por su escasez) es lo más costoso de la lectura. Ironiza sobre ciertas actitudes en el mundo de la lectura, comparándolo con la cacería, en donde se muestran los trofeos adquiridos. La lectura es un «deber» que casi nadie lleva a cabo, no como debería o no tanto. Zaid se burla de lo que llama el Imperativo Categórico de Leer y Ser Culto, dentro de una realidad de cultura inabarcable. Mediante anécdotas reales e imaginadas, frases de pensadores que han visto el problema y un mosaico de experiencias, se revela que los demasiados libros son una realidad aplastante, a pesar de las tecnologías recientes y a veces favorecidos por ellas.

¿Qué demonios importa si uno es culto, está al día o ha leído todos los libros? Lo que importa es cómo se anda, cómo se ve, cómo se actúa, después de leer. Si la calle y las nubes y la existencia de los otros tienen algo que decirnos. Si leer nos hace, físicamente, más reales.

Gabriel Zaid celebra que algunos tirajes sean pequeños. Para el autor, es una fortuna que exista diversidad de libros, aunque tengan un alcance limitado (algo que compara con Babel, conjunto disperso de aldeas culturales). Esta limitación es otra bendición, porque lo importante para él es que el libro llegue al lector adecuado, no que todo llegue a todos.
La crítica de la escritura que viene desde Sócrates, a través de los diálogos de Platón, nos llega gracias a la escritura. Gabriel Zaid responde a Sócrates: «Tienes razón, los libros son letra muerta, mientras no favorezcan la animación de la vida. Tienes razón, cuando se da el milagro de la vida inspirada, sería ridículo preferir los libros. Pero ya no tenemos el ocio de las tardes libres en Atenas. Y el simulacro de la vida inspirada que hay en los grandes libros parece más que un simulacro».
Viendo la cultura como conversación, Zaid imagina escenas de varios niveles; el niño que escucha a alguien hablar en otro idioma y empieza a intentar, la persona que cree que no puede empezar una conversación ya iniciada «como si la cultura fuera otra cosa que la misma conversación», el escritor que quiere ser novelista y cae en la teoría antes de practicar, los descendientes de un autor que publican el libro monumental de obras completas de su abuelo en vez de revivirlo conociendo su obra, el escritor que quiere publicar en cualquier editoral sin ver dónde encaja, el ejemplar Juan José Arreola que animó la conversación mexicana desde su editorial, en fin, 

ver la cultura como una conversación nos ayuda a centrarnos en términos finitos: quiénes pueden decir algo de interés para quiénes; cómo, dónde, cuándo, reunirlos.

Sobre el lado comercial de la cultura, Zaid estudia el tradicional asco que se le tiene a ese aspecto y el carácter tradicionalmente sagrado (e iniciático) del saber. Deja de tarea «investigar por qué los enciclopedistas franceses, siendo revolucionarios, abogan por el libre comercio». Considerar el origen comercial de la cultura moderna y la revolución cultural de los libros impresos y el protestantismo, el liberalismo y las profesiones independientes. Ver «su contrarrevolución restauradora de nuevas formas de clericalismo: los colegios profesionales, la masonería, los partidos comunistas, la pretensión de enseñarlo todo académicamente, el intervencionismo estatal, la presión de las grandes burocracias (...) contra la vida independiente».
Cuestiona los supuestos de que el libro sea un medio masivo, influyente y caro. Se pregunta por la influencia del libro en la acción revolucionaria, mostrando por ejemplo que Fidel Castro no leyó más que un fragmento de El Capital. Dice que aunque los libros no sean un medio de difusión masiva, conviene que se conozcan los clásicos para tener un marco común de referencia en la cultura, que es simplemente una gran conversación. Los impedimentos para la difusión son por falta de interés (y de capacitación) de los universitarios en la lectura.
Gabriel Zaid da su versión de cómo se lee: viendo las partes en un todo, por varios niveles, desde integrar las letras de una palabra hasta percibir una obra completa «de golpe». Para aprender a leer bien, recomienda: Cómo leer un libro de Mortimer Adler y Como una novela de Daniel Pennac.
Sobre la cuestión de si el libro ha sido o será superado por otros medios de comunicación, analiza las ventajas del libro ante los contenidos multimedia. Arguye que una película no se puede hojear, que el libro electrónico se tiene que leer de forma más lineal, aunque tiene la ventaja de poder buscar palabras automáticamente. El libro se lee al paso del lector, es portátil, permite una especie de zapeo mejor que el televisivo, se ve directamente sin ceremonias (a diferencia de eventos como una conferencia), es más barato y más variado en su producción. (Todo esto fue escrito antes de la era de YouTube).
Analizando el costo de leer, compara cifras aproximadas, demostrando que el tiempo es lo que cuesta y que «leer es un lujo de pobres, de enfermos, de presos, de jubilados, de estudiantes ociosos, como antes los había». Por ello, el escribir bien (breve si se puede) y diseñar bien los libros es valioso pero invisible.
Señala que hay más oferta que demanda de poesía, lo cual interpreta como un narcisismo universitario de desear ser leídos sin leer. Presenta soluciones en broma y en serio, como un guante de castidad para poetas, meter billetes en los libros, un servicio de «geishas literarias» para «leer, escuchar, elogiar y consolar» a los escritores y un Plan Nacional en el cual la gente que quiera ser leída demuestre sus lecturas antes de publicar, con el fin de equilibrar la oferta y la demanda. Enseña que no es posible que todos los libros sean reseñados, menos adaptados al cine o anunciados en televisión.
Hasta aquí la obra es similar en varias ediciones (comparando la de mayo de 2010 en DeBolsillo, la bilingüe de Diana en 1996 y la de 1999 editada por el Colegio Nacional dentro del libro Crítica del mundo cultural). A partir de ahí, en 2010 la versión de Los demasiados libros difiere de los anteriores en incluir perspectivas sobre las tecnologías librescas, en lugar de propuestas para la Ley del Libro mexicana, y otros los reescribe.

### Artículos anteriores
En un extenso artículo llamado ¿Adivinos o libreros?, se habían presentado muchas dificultades sobre el negocio del libro. Los mercados son impredecibles, los libreros intuyen asistemáticamente las necesidades, no siempre atinando. Mencionaba Zaid el caso de un librero regiomontano que conocía tan bien a sus clientes que «adivinaba» sus preferencias, como una excepción milagrosa.
Insistió en el papel del azar en el comercio de libros y especuló sobre las posibilidades del vendedor librero de predecir la demanda, si se coordina a los maestros que piden libros con los vendedores, se separan los libros por su permanencia (e.g. clásicos/bestsellers/escolares), se distinguen las novedades de aquellos libros cuya demanda se reactiva y de los clásicos. Pensó que la demanda puede predecirse —aproximadamente— cuando el libro está en ciertos contextos (como una librería de textos médicos, ubicada frente a una facultad de medicina), por la magnitud del acervo o por su especialidad.
Escribió que comercialmente no conviene que las librerías sean como bibliotecas sino cómo puestos de periódico, donde los libros se venden rápido y el resto de devuelve. Pensó en soluciones como cobrar al editor la exhibición del libro, efectuar venta directa sin libreros o transmitir la información del libro por otros medios.
El costo que aumenta con el tiempo en que no se compra un libro explica por qué las librerías tienen un solo ejemplar de ciertas obras, pero no de los libros de texto (que se venden rápido), ni otros que se venden más seguramente (aunque no tan rápido) y los saldos. Decía que los libros comprados por error deberían saldarse pronto, aunque luego se necesiten de nuevo. Escribió sobre los problemas de la consignación y recomendó mecanismos similares como suscripción del librero a todo lo fabricado, con derecho a devolución. Propuso una especie de consignación por colección, estando el librero obligado a ofrecer colecciones completas y el editor a proveerlo con un ejemplar de cada título. Analizaba las ventas por encargo, por consulta electrónica y por catálogo.
En Precio y tiraje óptimo de libros dejó ver la necesidad de que algunos libros estén en todas partes y otros en todo momento. Dijo que los editores pensaban como impresores, aumentando los tirajes; malentendido que resulta en costosos desperdicios. Demostró que aumentar el tiraje no abarata mucho la producción (excepto en un primer aumento). También que por los costos de almacenaje y de fallas predictivas conviene hacer tirajes pequeños para esperar a ver cuánto se vende. Aconsejaba bajar los precios sin aumentar el tiraje, demostrando que imprimir de más le sale muy caro a las editoriales (y a todo el mundo, por la basura producida). Enseñó que más vale producir de menos: así los costos probables son menores. En su especulación sobre las ventas estimaba que la mayor parte de los títulos se venden lento.
En el siglo XIX hubo autores que se autopublicaban, pero ahora el riesgo empresarial se ha transferido a los editores. Zaid escribía que la demanda de libros es inelástica (no se ve muy afectada por el precio) y que la oferta es un monopolio, excepto cuando el comprador no busca un título específico. Indagó la relación de la demanda con el presupuesto de los lectores y con los precios, en caso de que se hagan diferentes tipos de edición en lo que llamaba la «doble vía» de las elegantes por un lado y las populares por otro. Abogó por las bibliotecas públicas, como la forma menos costosa de que se lea.
Recomendó diseñar los precios pensando en los compradores, prever si bajar el precio realmente aumentaría la demanda para —en caso negativo— establecer el precio más alto o —en caso positivo— bajar el precio. También diseñar la oferta editorial como si fuera una gran revista, creando un contexto de títulos aunque no se vendan, para darle sentido a los que sí. Sugería calcular la viabilidad de todo el proceso, y determinar los tirajes, además de considerar la impresión sobre pedido.
Su trabajo para la ley del libro no pretendía ser la ley, sino un «borrador de criterios para invitar a la discusión pública». En esos criterios, priorizó en el siguiente orden a los beneficiarios de la ley: lectores, autores, editores y libreros, y fabricantes. En ese texto hizo más de treinta propuestas. En la edición de 1999, explicó las causas de que no hubiera una ley del libro: México perdió una oportunidad histórica de ser un gran exportador de libros, el gobierno no apoya la cultura libre, los ricos particulares y el clero no están interesados. Alguna vez, en tiempos de José Vasconcelos, se apoyaba la cultura desde el estado; se dejó de apoyar cuando los economistas llegaron al poder.

### Nuevos ensayos
En las ediciones nuevas, Zaid calcula la disponibilidad de los libros, la rapidez de las ventas y las configuraciones de oferta literaria, que llama constelaciones de libros. El problema es la incertidumbre que ocasiona que lo pedido no se tenga y lo ofrecido no se pida. Propone definir el perfil de las librerías para entenderse con la clientela.
Toma como ejemplo las novelas Lo que el viento se llevó y su secuela Scarlett para mostrar que aún en los récords de ventas, no se venden demasiados libros. Se analiza el factor de tamaño en la oferta: siendo librero, cuántos libros conviene tener, cuáles conviene pedir y en qué plazos.
Tres metáforas aparecen para explicar el comercio de libros. Un libro es como una botella echada al mar con su mensaje dentro; si llega al lector adecuado es un milagro. Si no llega, es basura, pedazo de celulosa absurda que contamina. En las varias ediciones, se mencionan superficialmente modelos matemáticos relacionados con el azar: el proceso estocástico, el movimiento browniano, la demanda aleatoria.
Diversidad y concentración, compara la industria del automóvil con la del libro, la cual tiende más a la diversidad que el auto (véase Modelo T). Cuenta la historia de los conglomerados del siglo XX que buscaron concentrar los medios de comunicación para superar la miopía de marketing. Para vender libros, pensando en la Ley de Pareto, se enfocaron en los bestsellers y abandonaron la tradición de apoyar autores de venta escasa, lanzando inversiones más arriesgadas.
Señala que la inversión mínima para vender libros no es muy alta, el costo ha bajado, la universidad ha impulsado la escritura y cada vez hay más temas que tratar.
En Lectores en Wikilandia, Gabriel Zaid escribe sobre Wikipedia y sus antecedentes históricos. Es una breve historia del enciclopedismo contemporáneo, inseparable de la red de interconexión digital. Narra desde la cultura oral hasta Proyecto Gutenberg (pasando por la Encyclopédie) y describe la competencia entre las enciclopedias comerciales como la Britannica y Encarta. Aparece luego la Fundación Wikimedia y sus proyectos colaborativos no comerciales. Zaid dice que éstos no implican un cambio tan pronunciado como la libertad intelectual del Renacimiento, pues «la comunidad lectora siempre ha sido wiki». Propone varios proyectos colaborativos de fe de erratas en línea para los libros por publicar, y una alerta de libros por traducir.
Otro ensayo histórico es Todos los libros a la mano, el cual hace analogía entre la Biblioteca de Alejandría y Google Libros, ya que ambas copiaron libros ajenos masivamente. Habla del Museo y la Biblioteca alejandrinos, de la imprenta Aldina y de las bibliotecas digitales del último tercio del siglo XX, incluida la nueva Biblioteca de Alejandría. Luego narra la historia de Amazon y de Google. Dice que un buscador es análogo al índice de un libro. También deja clara su postura sobre algunas controversias legales de ambas empresas.

## Recepción
En Latinoamérica, el libro tiene reputación de clásico (en España, casi). Fue por esta obra que Gabriel Zaid empezó a ser conocido en España como ensayista. Los demasiados libros fue finalista en el XXIV Premio Anagrama de Ensayo (1996). Ha sido traducido a diez idiomas y ha recibido atención de la crítica literaria en muchos países.
Juan Domingo Argüelles considera esta obra como «indispensable, imprescindible». En 1995 le dedicó un poema homónimo del libro a Zaid, el cual sería adaptado en una obra gráfica colectiva de gran formato en 2020. Argüelles ha escrito:
El libro de Gabriel Zaid, Los demasiados libros, es parte de la formación intelectual y emocional de múltiples generaciones y, en lo particular, es mi punto de partida, inmejorable, para las reflexiones y poemas en torno al libro y a la lectura y, por supuesto, a eso que, a veces, con cierta nebulosidad y con no pocos equívocos, se conoce como la "promoción del libro y la lectura" (...) Es una lección espléndida de razonamiento y sensibilidad, no sólo en relación con el libro mismo, sino con la cultura en general.
En otro artículo, J.D. Argüelles escribió: 
A lo largo de mis reflexiones y relecturas sobre el libro he vuelto una y otra vez a estas lúcidas consideraciones de Gabriel Zaid, porque, en gran medida, la verdad de estas afirmaciones sigue inalterable y, en mi experiencia directa y en mis investigaciones sigo constatando que, en efecto, el problema de la lectura no radica en los que no tienen ni alfabeto ni dinero, sino en los que tienen “educación superior” y poder adquisitivo suficiente para comprar libros pero que, en lugar de libros, mil veces prefieren comprar coches, viajes, ciertos lujos alcanzables, (...).
En 1996, Germán Dehesa escribió: 
Con su lucidez plena y con su agradecible ironía, nos advierte del muy cercano riesgo que corremos los ateridos habitantes de este final de milenio de perecer ahogados en papel. (...) Son tan pertinentes sus observaciones, tan nutritivas y deleitosas sus reflexiones, que al lector sólo le queda reconocer que el libro de Zaid no puede formar parte de la turbamulta de los demasiados libros, sino que pertenece al selecto grupo de los libros necesarios.
José Emilio Pacheco escribió alguna vez: 
Gabriel Zaid es capaz de observar el mundo de las letras desde la perspectiva otorgada por otras disciplinas. Su gran acierto es la virtud del poeta: decir lo que oscuramente habíamos intuido sin alcanzar a formularlo en palabras. Señala que el verdadero problema del libro es que el estrato privilegiado que ha hecho estudios universitarios no lee: nunca le ha dado el golpe a la lectura, nunca ha llegado a saber realmente lo que es leer. Esto, que sepamos, nadie lo había dicho.
En 2009, Tomás Granados escribió: 
En los ensayos que lo constituyen se pasa revista al exceso de originales, de lecturas posibles, de ejemplares, de proyectos editoriales, de mercancías, de productos obsoletos, pero con un vocabulario y un tono refrescante e inesperado, en el que la contundencia de las cifras, las explicaciones financieras, los alegatos comerciales se magnifican gracias a una prosa contenidamente mordaz y a un decidido afán por derruir ideas preconcebidas (...) y por dotar de contenido algunas certezas que suelen aceptarse sin más (...) Como ingeniero (...) Zaid no parece sentir aprecio por la especulación vacua, enroscada sobre sí misma, y prefiere el pensamiento que prepara el camino de las acciones, sean hipotéticas e irónicas (...) o decididamente prácticas.
Mario Ordaz escribió en 2019: 
El análisis de Zaid [sobre el problema de imprimir libros de más] es grueso y simplificado; pero, aunque se apoya en supuestos muy debatibles (es un hecho, por ejemplo, que la cantidad de ejemplares de cierto título que se venderán en el futuro es una cantidad muy incierta), produce resultados útiles, que por lo menos apuntan en la dirección de los principales factores que habría que refinar para tener números más creíbles. Aquí está una de las, a mi juicio, grandes virtudes del pensamiento de Zaid: su cartesiana capacidad de simplificar problemas complejos lo suficiente como para desenmarañarlos y encontrar soluciones, o bocetos de solución, factibles y útiles.
José-Carlos Mainer lo llamó «un imprescindible ensayo —nada apocalíptico, sin embargo».

Leopoldo Cervantes-Ortiz escribió: 
El rastreo temático, dominado por una consistencia irrefrenable adonde asoma el antecedente de su lejana tesis de licenciatura sobre la industria editorial, es un intenso debate sobre la presencia de los libros en la vida de la sociedad actual, a contracorriente de los augurios en favor de su desaparición, pero lejos de conclusiones superficiales u optimistas.
Eduardo Mejía, antologista de Gabriel Zaid, declaró en 2004: «textos como Los demasiados libros (...) los releo con mucha frecuencia; recientemente los leí ante un auditorio, y me sorprendí al ver que me los sé casi de memoria; eso me ayudó a darles una entonación que logró conmover a los escuchas».
En 2022, Gabriel Zaid escribió un artículo a propósito de los cincuenta años de la obra, en el cual menciona esta página de Wikipedia y expande la recopilación de comentarios sobre Los demasiados libros. Se puede leer en la siguiente referencia.